# セマカウ島
セマカウ島（セマカウとう、マレー語：Pulau Semakau、中国語：士馬高島）は、シンガポールの島。

## 概要
シンガポール島の8キロ南に位置している。元々は漁村であったが、1990年代から住民がシンガポール島へ移転し無人島になってから、島の周りを囲む堤防が造られ、隣のセカン島と繋がっている。1999年、日本企業などの建設の下で、ゴミ最終処分場が埋立地で建てられた。
一般ゴミのほか化学産業などの産業廃棄物も船舶輸送されるが、ごみの浸出水がよく処理されているおかげで、島の西部海岸沿いのサンゴ礁は破壊されず、元の海洋生態が保たれている。
2017年5月、フランスのエンジー社が水素製造・貯蔵による自給型発電システムを開発するプロジェクトを立ち上げる。これは太陽光や風力などの再生可能エネルギーを使用し小口の電力供給を実証するものである。